# Serge (Textil)
Serge (sεrʒ, aus dem französischen, abgeleitet von lateinisch serica ‚Seidenstoff‘, früher deutsch auch Sersche oder Sarsche) bezeichnet verschiedene Gewebe in Köperbindung. Während Serge im Französischen alle köperbindigen Gewebe umfasst, wird der Begriff im deutschen Sprachraum  meist nur für spezielle derartige Stoffe verwendet, häufig feine, hochwertige Wollgewebe. Serge wird dabei oft in zusammengesetzten Bezeichnungen verwendet, beispielsweise bei Wollserge und Kammgarnserge in Verbindung mit dem eingesetzten Material oder bei Futterserge unter Spezifizierung der Verwendung.
Entsprechend der französischen Verwendung des Begriffs ist „Serge de Nîmes“ ein sehr robuster Stoff in Köperbindung, der in Nîmes hergestellt wurde. Dieser wurde unter der verkürzten Bezeichnung Denim als Jeansstoff verwendet und weltbekannt.